# Chris Wood (attore)
Christopher Charles Wood, noto come Chris Wood (Dublin, 14 aprile 1988), è un attore statunitense.
È conosciuto per il ruolo del malvagio Malachai/Kai Parker in The Vampire Diaries e nel rispettivo spin-off Legacies e per il ruolo di Mon-El in Supergirl. Dal 2020 al 2021 ha ripreso il suo ruolo di Kai Parker nella serie spinoff di Legacies.

## Biografia
Wood è nato a Dublino (Ohio). Ha frequentato la Elon University di Elon, nel North Carolina, dove si è laureato nel 2010, con un Bachelor of Fine Arts in Music Theatre. È amico dell'attore Grant Gustin sin dal college.

### Carriera
Chris Wood ha frequentato la Dublin Jerome High School; in seguito si è laureato presso l'Elon University. È noto principalmente per i suoi ruoli televisivi. Dal 2013 prende parte ad alcuni episodi della seconda e ultima stagione della serie The CW The Carrie Diaries, ricoprendo il ruolo del giovane scrittore Adam Weaver fino al 2014. Il ruolo che gli fa guadagnare la notorietà lo ottiene recitando la parte del malvagio eretico Kai Parker nella sesta e nell'ottava stagione della serie The Vampire Diaries interpretando il personaggio dal 2014 al 2017. 
Nel 2016 diventa uno dei protagonisti della serie Containment interpretando il ruolo dell'ufficiale di polizia Jake Riley; la serie viene però cancellata dopo una sola stagione. Nello stesso anno, l'attore si unisce al cast principale della serie Supergirl, nel ruolo di Mon-El.

### Vita privata
Nel 2019 ha annunciato il fidanzamento con l'attrice Melissa Benoist, collega nella serie Supergirl. La coppia si è sposata il 1º settembre 2019. Il 26 settembre 2020 annunciano la nascita del loro primo figlio Huxley Robert Wood.

## Filmografia

### Televisione
- Browsers – film TV, regia di Don Scardino (2013)
- Major Crimes – serie TV, episodio 2x11 (2013)
- The Carrie Diaries – serie TV, 6 episodi (2013-2014)
- The Vampire Diaries – serie TV, 19 episodi (2014-2017)
- Girls – serie TV, episodio 3x07 (2014)
- Containment – serie TV, 13 episodi (2016)
- Comedy Bang! Bang! – serie TV, episodio 5x03 (2016)
- Supergirl – serie TV, 42 episodi (2016-2021)
- Mercy Street – serie TV, episodio 2x01 (2017)
- The Flash – serie TV, episodio 3x17 (2017)
- Legacies – serie TV, episodi 2x12-2x13 (2020-2021)

## Doppiatori italiani
Nelle versioni in italiano nelle opere in cui ha recitato, Chris Wood è stato doppiato da:
- Daniele Raffaeli in Supergirl, The Flash
- Francesco Venditti in The Vampire Diaries, Legacies
- Andrea Mete in Containment
- Marco Vivio in The Carrie Diaries
- Emiliano Coltorti in Major Crimes